# Тахула
Тахула (англ. Tahulah, араб. تحولا) — поселення в Сирії, що складає невеличку друзьку общину в нохії Сальхад, яка входить до складу однойменної мінтаки Сальхад в південній сирійській мухафазі Ас-Сувейда.